# Вансович, Юлия
Юлия Вансович (латыш. Jūlija Vansoviča; род. 24 августа 1975, Рига) ― латвийская фехтовальщица, 8-кратная чемпионка Латвии (1995—2002 гг), участница летних Олимпийских игр 2000 года. Тренер.

## Карьера
Фехтованием начала заниматься с 10 лет при Детско-юношеской школе № 1 под руководством своего первого тренера Виктора Добкевича. Выступала на школьных Спартакиадах. Позже её тренером стал Александр Пляскин. Летом 1989 года приняла участие в Кубке СССР по фехтованию. Выступления на международной арене начала в 1991 году на этапе Кубка мира по фехтованию в Будапеште. В 1996 году окончила факультет физической культуры Даугавпилсского педагогического института.
В 2000 году квалифицировалась на Олимпийские игры в Сиднее, где выступила в индивидуальных соревнованиях шпажисток. В 1/32 финала она со счетом 15:5 победила спортсменку из Чили Катерин Браво. В 1/16 — выиграла у венгерки Дьондьи Салай — 15:13. В 1/8 финала её соперницей стала будущая олимпийская чемпионка Сиднея представительница Венгрии Тимеа Надь, которая победила со счетом 15:10. В итоге латвийская фехтовальщица заняла на Олимпиаде-2000 16 место.
Работает тренером по фехтованию в Даугавпилсской детско-юношеской спортивной школе.